# Danny McGrain
Daniel Fergus "Danny" McGrain (født 1. maj 1950 i Glasgow, Skotland) er en tidligere skotsk fodboldspiller (forsvarer) og manager.
McGrain tilbragte stort set hele sin karriere hos Celtic F.C. i fødebyen Glasgow. Han spillede hele 17 sæsoner for klubben, og var blandt andet med til at vinde ni skotske mesterskaber. Efter at have spillet over 400 ligakampe for klubben skiftede han i 1987 til Hamilton Academical, hvor han spillede den sidste sæson af sin karriere.
McGrain spillede desuden 62 kampe for det skotske landshold. Hans første landskamp var et opgør mod Wales 12. maj 1973, hans sidste en VM 1982-kamp mod Sovjetunionen 22. juni 1982.
Han repræsenterede sit land ved både VM i 1974 i Vesttyskland og VM i 1982 i Spanien. Han nåede i alt at spille fem VM-kampe, tre i 1974 og to i 1982.
McGrain blev i 2004 indlemmet i Scottish Football Hall of Fame.

## Titler
Skotsk mesterskab
- 1971, 1972, 1973, 1974, 1977, 1979, 1981, 1982 og 1986 med Celtic

Skotsk FA Cup
- 1974, 1975, 1977, 1980 og 1985 med Celtic

Skotsk Liga Cup
- 1974 og 1983 med Celtic